# هيمه أيام الضحك والدموع (مسلسل)
مسلسل أجتماعي مصري عرض في رمضان 1429 هـ / سبتمبر 2008م. تدور أحداثة حول شاب اسمه أبراهيم لا يجد وظيفة دائمة وهو يعيش في جزيرة الوراق.

## الممثلون
| - أحمد رزق: "إبراهيم محمود زين الدين" بطل المسلسل - حسن حسني: "محمود زين الدين" والد إبراهيم - عبلة كامل: "أنصاف" والدة أبراهيم - ريهام عبد الغفور: الصحفية "ريم" التي تحب أهالي جزيرة الوراق وتسعي لمساعدتهم - محمد متولي: "الشيخ حسن" خال إبراهيم وإمام مسجد الوراق - مي كساب: "منى" خطيبة إبراهيم الأولي - صفاء جلال: "سعاد" أخت أبراهيم - هادي خفاجة: "فوزي" أو "هاني" أخو إبراهيم - داليا إبراهيم: "فوزية" أخت إبراهيم - يوسف فوزي: والد ريم والذي توفي في حادث طائرة - مها أبو عوف: والدة ريم والتي توفيت في حادث طائرة مع والدها - شوقي شامخ: خال الصحفية ريم والوزير السابق - إيمن عزب: زوج فوزية - إحسان القلعاوي: والدة محمود وجدة إبراهيم - أسامة عباس: "سعيد زين الدين" عم إبراهيم | - رجاء الجداوي: والدة مني - علاء مرسي: "عزت" أخو مني - ضياء الميرغني: "جنيدي" أبو مني - تهاني راشد: زوجة سعيد عم إبراهيم - عبد الله مشرف: صاحب مقهي الوراق - سليمان عيد: عاطل يعيش بالجزيرة - إيهاب فهمي: "نظمي كامل" رجل أعمال يحاول شراء جزيرة الوراق - صبري عبد المنعم: الأستاذ ميلاد زميل لمحمود زين الدين في العمل - عهدي صادق: زميل اخر لمحمود زين الدين في العمل - محمد صلاح آدم - طارق لطفي: ضيف شرف - فتحي عبد الوهاب: ضيف شرف - ياسمين جمال - محمود عبد الغفار: "عماد" - تامر إبراهيم |